# ميخائيل جون أوبراين
ميخائيل جون أوبراين (بالإنجليزية: Michael John O'Brien)‏ هو سياسي كندي، ولد في 19 سبتمبر 1851، وتوفي في 26 أكتوبر 1940. حزبياً، نشط في الحزب الليبرالي الكندي. وقد انتخب عضو مجلس الشيوخ الكندي.